# Mela della valle del Giovenco
La mela della valle del Giovenco è una mela autoctona riconosciuta tra i prodotti agroalimentari tradizionali abruzzesi. La coltivazione degli ecotipi di melo è diffusa nel territorio montano di Ortona dei Marsi e in tutta la valle del Giovenco ad oltre 1000 m s.l.m. in Abruzzo.

## Storia
I contadini del luogo hanno praticato per secoli la coltivazione del melo non solo per la produzione dei frutti ma anche per ottenere foraggio e legna. Le piante prelevate dai terreni poveri e sassosi del monte Faito, nei pressi di Cesoli, venivano innestate su alberi selvatici in piantagioni situate più a valle. I frutti raccolti venivano venduti dal produttore al consumatore oppure nei mercati generali di Roma. Cerina, Limoncella, Renetta e Rosa erano le varietà di mela più coltivate. Con le mele di scarto si otteneva il vin dei Pomi, un sidro ricavato dalla torchiatura delle mele e dei raspi d'uva.
L'emigrazione che dagli inizi del XX secolo ha toccato pesantemente le aree montane dell'Abruzzo ha causato un abbandono dei terrazzamenti e degli appezzamenti di queste aree, soprattutto nel secondo dopoguerra. Tuttavia dagli anni novanta si è registrato nel territorio un ritorno alla melicoltura con particolare attenzione al trattamento delle avversità parassitarie attraverso metodi biologici.

## Descrizione

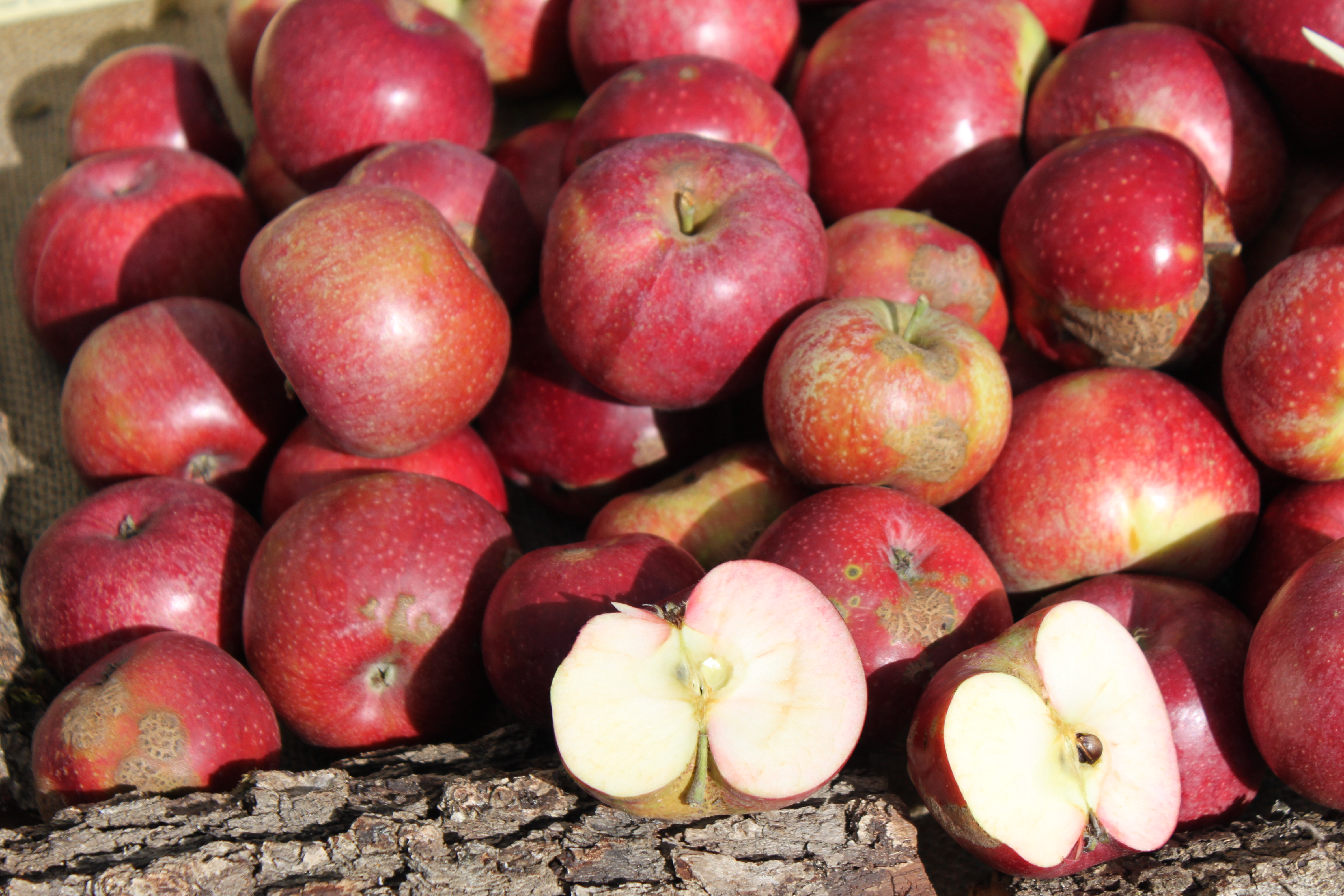
Le mele di Ortona dei Marsi

La mela prende il nome dall'area geografica in cui la sua coltivazione si è diffusa. La sua forma è globosa e di colore variabile. Il torsolo di media grandezza presenta cinque logge ovariche. I semi, presenti in buona quantità per via di una buona impollinazione entomogama, sono di forma ovoide, lucidi e di colore bruno.
Sono diverse le varietà coltivate, tra queste Cerina, Golden Delicious, Limoncella, Red Delicious e Renetta.

## Uso in cucina
- cottura al forno
- torta di mele
- dolci
- sidro denominato vin dei Pomi